# Trận Sphacteria
Trận Sphacteria là một trận đánh trên bộ trong chiến tranh Peloponnesus, giữa Athena và Sparta vào năm 425 trước Công nguyên. Sau trận chiến ở Pylos và các thoả thuận hoà bình diễn ra sau đó, một nhóm binh lính Sparta đã bị mắc kẹt ở trên đảo Sphacteria. Quân Athena, dưới sự chỉ huy của Cleon và Demosthenes đã tấn công vào đảo, buộc nhóm quân này phải đầu hàng.

## Mở màn trận chiến
Sau trận đánh ở Pylos, 400 binh lính Sparta đã bị mắc kẹt ở đảo Sphacteria. Sau khi đã đoạt được thoả thuân đình chiến ở Pylos bằng cách giao lại toàn bộ tàu thuyền của hạm đội Peloponnesian, Sparta đã gửi một sứ thần tới Athens nhằm thương lượng một hiệp ước hoà bình. Tuy nhiên, cuộc đàm phán đã thất bại và Athens không trả lại thuyền cho Sparta, tuyên bố rằng các